# Dursun Ali Eğribaş
Dursun Ali Eğribaş   (Província de Rize, 1933 - Istanbul, agost 2014) fou un lluitador turc, especialista en lluita grecoromana, que va competir durant les dècades de 1950 i 1960.
El 1956 va prendre part en els Jocs Olímpics d'Estiu de Melbourne, on guanyà la medalla de bronze en la categoria del pes mosca del programa de lluita grecoromana.
En el seu palmarès també destaca una medalla d'or als Jocs del Mediterrani del 1959.